# Auro Enzo Basiliani
(Auro Enzo Basiliani, intervista in occasione del premio Begali)
Auro Enzo Basiliani (La Spezia, 10 settembre 1934 – La Spezia, 14 agosto 2025) è stato un calciatore e allenatore di calcio italiano, di ruolo terzino.

## Carriera
Considerato fin dall'esordio una giovane promessa del calcio, si mette in mostra nelle file della Fezzanese nel campionato di 1ª Divisione 1951-52, collezionando 20 presenze. Successivamente gioca prima nel Arsenalspezia e poi nella stagione 1954-55 a seguito della fusione con lo Spezia nella neonata società Spezia Arsenal che milita nel campionato di IV serie.
Viene acquistato nel 1956 dall'Hellas Verona del presidente Giorgio Mondadori, contribuengo nella prima stagione alla storica prima promozione dei veneti in massima serie.
Esordisce in Serie A in Juventus-Verona dell'8 settembre 1957 terminata con il risultato di 3-2 in favore dei bianconeri. Nella stessa stagione, alla 14ª giornata, mette a segno la sua prima e unica rete nella massima serie nell'incontro vinto 4-3 contro i campioni uscenti del Milan.
Resta fedele alla società veronese nonostante la retrocessione in Serie B fino al 1963, anno in cui passa alla Lucchese Calcio in serie C. Con la società toscana colleziona 51 presenze e 4 gol.
Si ritira dal calcio professionistico nel 1965 all'età di 31 anni, con all'attivo 34 presenze ed una rete in Serie A e 146 presenze e 12 reti in Serie B

## Dopo il ritiro
Nel 1966-1967 allena l'Arsenalspezia in Prima Categoria. Ha partecipato e partecipa con costanza e interesse a tutti gli eventi organizzati dalla società scaligera, ed è stato premiato allo stadio Bentegodi col premio Begali.

## Palmarès

### Giocatore
- Campionato italiano di Serie B: 1

Verona: 1956-1957